# Lumsk
I Lumsk sono una band folk metal norvegese formatasi a Trondheim nel 2000. Il gruppo presenta influenze sia progressive metal che rock.

## Formazione

### Formazione attuale
- Annelise Ofstad Aar - voce (2009-)
- Eystein Garberg - chitarra (2001-)
- Espen Hammer - basso (2002-)
- Espen Warankov Godø - tastiera, pianoforte, mellotron e voce (2000-)
- Vidar Berg - batteria (2005-)
- Jenny Gustafsson - violino (2007-)
- Håkan Lundqvist - chitarra (2007-)

### Ex componenti

#### Voce
- Vibeke Arntzen (2001-2004)
- Stine-Mari Langstrand (2004-2007)

#### Chitarra
- Bjørnar Selsbak (1999-2004)
- Ketil Sæther (2004-2007)
- Øyvind R.

#### Basso
- Sondre Øien (1999-2001, anche voce addizionale)

#### Violino
- Siv Lena Waterloo Laugtug (2001-2007)

#### Batteria
- Alf Helge Lund (1999-2005)

## Discografia
Album in studio
- 2003 - Åsmund Frægdegjevar
- 2005 - Troll
- 2007 - Det Vilde Kor

Demo
- 2001 - Åsmund Frægdagjevar

Singoli
- 2005 - Nidvisa